# Nomi e cognomi (album)
Nomi e cognomi è il terzo album di Francesco Baccini, pubblicato nel 1992 dalla CGD.

## Tracce
1. Antonello Venditti – 3:58
2. Diego Armando Maradona – 3:16
3. Jack lo squartatore – 3:52
4. Mago Ciro – 3:50
5. Adriano Celentano – 4:18
6. Lupo de' Lupis – 1:56
7. Renato Curcio – 3:20
8. Giulio Andreotti – 3:39
9. Margherita Baldacci – 3:55
10. Francesco Baccini – 3:58
11. Radio Maria – 3:28

## Classifiche

### Classifiche settimanali
| Classifica (1992) | Posizione massima |
| ----------------- | ----------------- |
| Italia            | 4                 |